# Arne Marit
Arne Marit (Galmaarden, 21 de enero de 1999) es un ciclista belga que compite con el equipo Intermarché-Wanty.

## Palmarés
2019
- Gran Premio Criquielion

2020
- 1 etapa del Tour Bitwa Warszawska 1920

2021
- Gran Premio de Morbihan

## Resultados en Grandes Vueltas
| Carrera | Carrera         | 2021 | 2022 | 2023  | 2024  |
| ------- | --------------- | ---- | ---- | ----- | ----- |
|         | Giro de Italia  | —    | —    | 112.º | —     |
|         | Tour de Francia | —    | —    | —     | —     |
|         | Vuelta a España | —    | —    | —     | 122.º |

—: no participa

Ab.: abandono

## Equipos
- Sport Vlaanderen-Baloise (2021-2022)
- Intermarché-Wanty (2023-)
  - Intermarché-Circus-Wanty (2023)
  - Intermarché-Wanty (2024-)